# 屈厄斯蒂·莱赫托宁
屈厄斯蒂·莱赫托宁（芬蘭語：Kyösti Lehtonen，1931年3月13日—1987年11月15日），芬兰男子摔跤运动员。他曾代表芬兰参加1956年、1960年和1964年夏季奥林匹克运动会摔跤比赛，获得一枚金牌。